# جويليوم ريبيرت
جويليوم ريبيرت (30 أبريل 1985 بباريس في فرنسا - ) (بالفرنسية: Guillaume Rippert)‏ هو لاعب كرة قدم فرنسي في مركز الظهير. شارك مع منتخب فرنسا تحت 21 سنة لكرة القدم. أما مع النوادي، فقد لعب مع إنيرجي كوتبوس وستاد لافال ونادي إيفيان ونادي بترولول بلويشتي ونادي فالينسيان ونادي كافالا ونادي لوزان ونادي ميتز ونادي نانت.

## وصلات خارجية
- جويليوم ريبيرت على موقع قاعدة بيانات كرة القدم.إي يو (الإنجليزية)
- جويليوم ريبيرت على موقع بيانات كرة القدم. دي إي (الألمانية)
- جويليوم ريبيرت على موقع ليكيب (الفرنسية)
- جويليوم ريبيرت على موقع Soccerway.com (الإنجليزية)
- جويليوم ريبيرت على موقع عالم كرة القدم.نت (الإنجليزية)
- جويليوم ريبيرت على موقع GSA (الإنجليزية)